# Castle Bruce
Castle Bruce ist ein Dorf an der Ostküste des Inselstaates Dominica. Bei der Volkszählung 2001 hatte es 1339 Einwohner. Castle Bruce ist der größte Ort im Parish Saint David.

## Geschichte
Während der britischen Kolonialherrschaft in Dominica und auch noch zu Beginn der Unabhängigkeit der Insel war das Leben in Castle Bruce durch die Arbeit auf dem gleichnamigen Landgut (Castle Bruce Estate) bestimmt, der im Besitz der Colonial Development Corporation war (später umbenannt in Commonwealth Development Corporation). Auf dem 560 Hektar großen Castle Bruce Estate im fruchtbaren Tal des Unterlaufes des Belle Fille River bauten bis zu 250 Landarbeiter vor allem Bananen an und ernteten Kokosnüsse.
Der Armenfürsorge und der Schulbildung nahmen sich französische Ordenspriester der Kongregation der Fils de Marie Immaculée (FMI) an, die 1872 nach Dominica kamen und fortan die Pfarreien der Ostküste betreuten. Auf Initiative des damaligen Pfarrers, Pascal Vrignaud FMI, wurde 1953/1954 die Pfarrkirche Our Lady of Health gebaut. 1978 wurde deren Altarwand von Lennox Honychurch im karibischen Stil ausgemalt. Beim schweren Erdbeben am 29. November 2007 wurde die Kirche beschädigt, im Folgejahr wurde sie wiederhergestellt.
Vor allem infolge der Krise des Bananenanbaus auf Dominica und des Verlustes von Arbeitsplätzen sinkt die Einwohnerzahl von Castle Bruce seit Jahrzehnten. Im Jahre 1972 hatte das Dorf noch rund 2000 Einwohner, ein Drittel mehr als drei Jahrzehnte später.